# Polarizacijski mikroskop
Polarizacijski mikroskop (tudi mineraloški mikroskop) je mikroskop, ki deluje na principu magnetnega in električnega delovanja. Ko ti dve valovanji privedemo skozi določeno snov prvič (tej snovi rečemo polarizator) se električna komponenta bistveno zmanjša medtem ko magnetno valovanje ostane praktično nespremenjeno. Ko ti dve valovanji privedemo še enkrat skozi isto snov, ki ji sedaj rečemo analizator, se amplituda električnega valovanja tako zmanjša, da pade skoraj na ničlo vrednost.